# 1737 Severny
Az 1737 Severny (ideiglenes jelöléssel 1966 TJ) a Naprendszer kisbolygóövében található aszteroida. Ljudmila Csernih fedezte fel 1966. október 13-án.